# LAPV Enok
LAPV Enok (LAPV — Light Armoured Patrol Vehicle, рус. Легкоброниро́ванная патру́льная маши́на; Enok с немец. — «енотовидная собака») — немецкий военный бронеавтомобиль сухопутных войск Германии. Дальнейшее развитие бронеавтомобиля Wolf SSA, созданного на базе Mercedes-Benz G-класса.

## Описание
LAPV Enok имеет два варианта исполнения: первый — «Пикап», предназначенный для перевозки трёх бойцов и габаритных грузов массой до 1,0 тонны; второй — полностью бронированный, для перевозки пяти бойцов. Бронеавтомобиль также способен буксировать лёгкие прицепы, например — полевая кухня, лёгкое зенитное орудие или миномёт.
Бронирование автомобиля обеспечивает защиту уровня 2 по STANAG 4569 — броня выдерживает пулю БЗ патрона 7,62×39 мм, подрыв мины массой заряда 6 кг ВВ и подрыв 155 мм ОФС на дистанции 80 метров.
В качестве вооружения может устанавливаться пулемёт MG3, гранатомёт HK GMG или аналогичные пулемёты и станковые гранатомёты.